# شهرداری لیکیچا
شهرداری لیکیچا (به لاتین: Liquiçá Municipality) یک منطقهٔ مسکونی در تیمور شرقی است که در تیمور شرقی واقع شده‌است. شهرداری لیکیچا ۵۴۹ کیلومتر مربع مساحت دارد.